# Estació d'Utrecht Centraal
Utrecht Centraal és una estació de tren a la ciutat d'Utrecht als Països Baixos. És l'estació més gran del país i serveix més de 285.000 passatgers diaris, amb connexions internacionals, particularment a Frankfurt i Basilea.